# Afrofuturismo

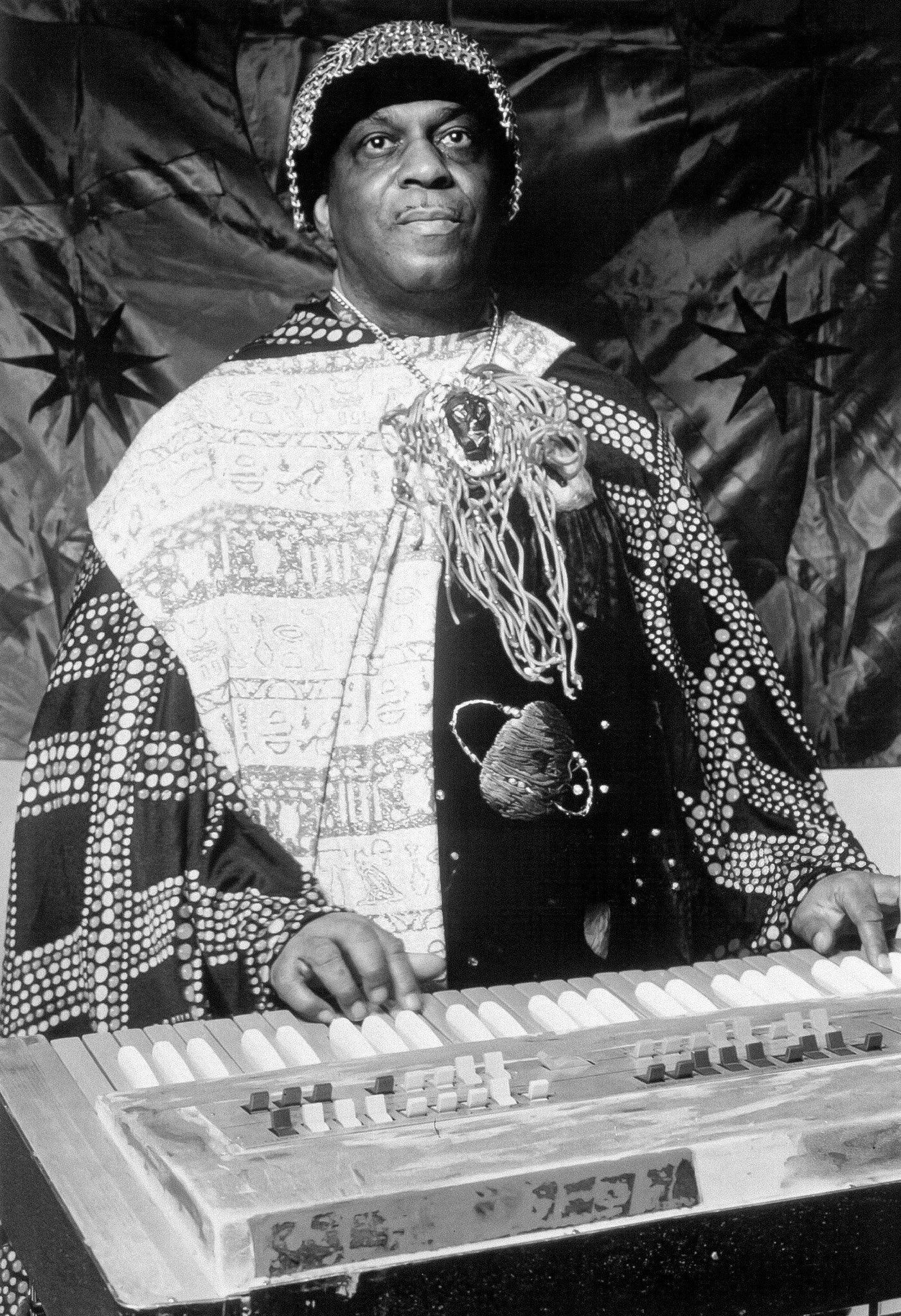
Il musicista Sun Ra viene considerato uno dei pionieri dell'afrofuturismo.

L'afrofuturismo è una corrente culturale e una estetica che esplora l'intersezione della cultura della diaspora africana con la scienza e la tecnologia. Tale corrente è nata da diversi scrittori, artisti e teorici afroamericani negli anni settanta.
L'afrofuturismo affronta temi e preoccupazioni della diaspora africana attraverso la tecnocultura e la fantascienza, abbracciando un'ampia gamma di media e artisti con un interesse condiviso nell'immaginare futuri neri che derivano da esperienze afro-diasporiche. Benché l'afrofuturismo sia più comunemente associato alla fantascienza, può abbracciare altri generi letterari come il fantasy, l'ucronia e il realismo magico e non ultimo, nell'ambito musicale.
Il termine è stato coniato dal critico culturale americano Mark Dery nel 1993 ed esplorato alla fine degli anni novanta attraverso conversazioni guidate da Alondra Nelson.

## Caratteristiche
Colmo di allusioni all'animismo e al simbolismo, il pensiero afrofuturista nacque dall'esigenza dei neri americani di poter godere degli stessi diritti civili dei bianchi e di poter essere coinvolti nel discorso sul futuro e dello sviluppo tecnologico.
Altro tema centrale nelle creazioni afrofuturiste è il femminismo, particolarmente evidente nelle opere di Octavia E. Butler e Janelle Monáe.
Uno dei principali obiettivi degli afrofuturisti è quello di superare il concetto di razza negando l'umanità in quanto tale: secondo essi, fintanto che esisterà il concetto stesso di schiavismo (che ha come suo corrispettivo l'alieno e il robot nella letteratura fantascientifica) non potrà mai esistere l'umanità. Altra caratteristica dell'afrofuturismo è quella di proiettare l'immaginario nero in dimensioni spazio-temporali lontane e sospese fra antico e moderno. Inoltre, sono sempre più frequente riferimenti all'ecologismo, come nel cortometraggio Pumzi di Wanuri Kahiu. A livello estetico, l'afrofuturismo si distingue per il colorismo psichedelico e i suoi numerosi elementi rituali e surreali ripresi dalla fantascienza, dalla tecnologia, dal misticismo africano, e da religioni ancestrali quali quella egizia e quella vudù. Fra le forme artistiche in cui ha avuto un ruolo significativo si contano le arti grafiche, la pittura, il cinema, i fumetti e la musica.
La prima rivista di fantascienza africana, Omenana, e il Nommo Awards, organizzato dall'African Speculative Fiction Society a partire dal 2017, hanno aiutato alla diffusione del filone.

## Esponenti
Gli esponenti dell'afrofuturismo sono numerosi e da ricondurre a diversi ambiti. Fra i teorici e scrittori del fenomeno si contano Octavia E. Butler, Nnedi Okorafor, Samuel R. Delany, N. K. Jemisin, Kodwo Eshun e Alondra Nelson, mentre fra i pittori vi sono Jean-Michel Basquiat, Mati Klarwein e Ellen Gallagher. Sono molti anche i musicisti che vengono ricondotti alla scena afrofuturista. Essi contano il jazzista Sun Ra, spesso citato fra le icone del movimento nonché uno dei suoi pionieri, gli artisti della techno di Detroit, artisti hip-hop quali i Public Enemy e gli OutKast nonché Jimi Hendrix, Lee Perry, George Clinton, Janelle Monáe e Erykah Badu. L'appena citato George Clinton è inoltre stato membro dei Parliament e dei Funkadelic, che hanno fatto dell'estetica afrofuturista (un'etichetta che comunque è stata loro attribuita posteriormente) il loro cavallo di battaglia, portando i temi e le immagini del movimento alla ribalta negli Stati Uniti degli anni '70 e '80.